# Roman Schlagenhauf
Roman Schlagenhauf (Zurigo, 17 marzo 1989) è un hockeista su ghiaccio svizzero.

## Carriera

### Club
Roman Schlagenhauf iniziò la sua carriera nel settore giovanile dei Kloten Flyers dal 2006 al 2009; nel frattempo fu mandato in prestito dapprima dall'EHC Bülach in Prima Lega, successivamente con la selezione U20 in Lega Nazionale B. Nel campionato 2007-2008 Schlagenhauf fece il suo esordio assoluto in Lega Nazionale A, concludendo la stagione con 27 incontri disputati; nello stesso anno passò in prestito all'HC Thurgau in LNB.
All'inizio della stagione 2009-2010 Schlagenhauf passò ufficialmente dai Kloten Flyers all'HC Lugano. Con la maglia dei bianconeri disputò 65 partite, collezionando 9 punti. Nel gennaio del 2011 fu ceduto all'EHC Biel fino al termine della stagione. Durante la permanenza a Biel Schlagenhauf fu prestato al SC Langenthal in LNB.
Nell'estate del 2011 l'HC Ambrì-Piotta ingaggiò il giocatore con un contratto valido la stagione 2011-2012. Nel dicembre del 2012 fu raggiunto un accordo per il prolungamento fino alla stagione 2014-15.

### Nazionale
Dal 2006 al 2009 Roman Schlagenhauf fu convocato nelle rappresentative nazionali U18 e U20 in occasione dei campionati mondiali di categoria, contribuendo nel 2009 alla promozione della nazionale U-20 dalla Prima Divisione a quella Élite.

## Statistiche

### Club
|           |              |              | Regular Season | Regular Season | Regular Season | Regular Season | Regular Season | Playoff | Playoff | Playoff | Playoff | Playoff |
| Stagione  | Squadra      | Lega         | P              | G              | A              | Pt.            | PIM            | P       | G       | A       | Pt.     | PIM     |
| --------- | ------------ | ------------ | -------------- | -------------- | -------------- | -------------- | -------------- | ------- | ------- | ------- | ------- | ------- |
| 2005-2006 | Kloten U20   | Elite Jr. A  |                |                |                |                |                |         |         |         |         |         |
| 2006-2007 | Bülach       | Switzerland3 | 5              | 5              | 4              | 9              | 0              |         |         |         |         |         |
|           | Kloten U20   | Elite Jr. A  | 39             | 26             | 22             | 48             | 54             |         |         |         |         |         |
|           | Schweiz U-20 | NLB          | 3              | 1              | 2              | 3              | 0              |         |         |         |         |         |
| 2007-2008 | Kloten       | NLA          | 7              | 0              | 0              | 0              | 0              |         |         |         |         |         |
|           | Kloten U20   | Elite Jr. A  | 19             | 16             | 15             | 31             | 32             |         |         |         |         |         |
|           | Schweiz U-20 | NLB          | 10             | 4              | 2              | 6              | 4              |         |         |         |         |         |
| 2008-2009 | Kloten       | NLA          | 27             | 3              | 1              | 4              | 8              |         |         |         |         |         |
|           | Kloten U20   | Elite Jr. A  | 3              | 2              | 0              | 2              | 6              |         |         |         |         |         |
|           | Thurgau      | NLB          | 7              | 1              | 1              | 2              | 0              | 6       | 0       | 0       | 0       | 4       |
|           | Schweiz U-20 | NLB          | 3              | 1              | 2              | 3              | 0              |         |         |         |         |         |
| 2009-2010 | Lugano       | NLA          | 50             | 2              | 5              | 7              | 12             | 4       | 0       | 1       | 1       | 2       |
| 2010-2011 | Lugano       | NLA          | 11             | 0              | 1              | 1              | 12             | -       | -       | -       | -       | -       |
|           | Biel         | NLA          | 25             | 0              | 3              | 3              | 14             | Playout | Playout | Playout | Playout | Playout |
|           | Langenthal   | NLB          | 7              | 2              | 0              | 2              | 4              | -       | -       | -       | -       | -       |

### Nazionale
| Stagione  | Livello         | Competizione | P  | G | A | Pt. | PIM |
| --------- | --------------- | ------------ | -- | - | - | --- | --- |
| 2006-2007 | Schweiz U-20    | NLB          | 3  | 1 | 2 | 3   | 0   |
|           | Switzerland U18 | WJC-18       | 6  | 0 | 0 | 0   | 0   |
| 2007-2008 | Schweiz U-20    | NLB          | 10 | 4 | 2 | 6   | 4   |
|           | Switzerland U20 | WJC-20       | 6  | 1 | 0 | 1   | 2   |
| 2008-2009 | Schweiz U-20    | NLB          | 3  | 1 | 2 | 3   | 0   |
|           | Switzerland U20 | WJC-20 D1    | 4  | 1 | 6 | 7   | 2   |

## Palmarès

### Nazionale
- Campionato mondiale di hockey su ghiaccio Under-20 - Prima Divisione: 1

Svizzera 2009